# Гянджинская школа ковроткачества

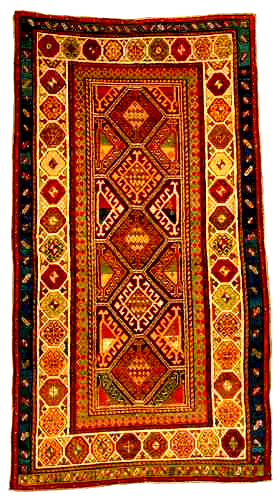

Гянджинская школа ковроткачества является одной из азербайджанских школ ковроткачества. Школа охватывает территорию Гянджи и близлежащих деревень, а также Гедабекский, Геранбойский, Шамкирский и Самухский районы. Основным центром школы ковроткачества был город Гянджа. С X—XI веков Гянджа была одним из крупнейших центров производства шелка, а также была известна высококачественными шерстяными и шелковыми коврами. В Британской энциклопедии гянджские ковры описываются следующим образом:
«Гянджинский ковер — Азербайджанский ковер, который вяжется в городе Гянджа (в советское время Кировабад, а под Императорской Россией — Елизаветполь) и близлежащих территориях. Ковры характеризуются простыми, угловыми конструкциями и насыщенными (интенсивными) цветами. Дизайн Гянджинских ковров состоит из восьмиугольников, звезд или трех геометрических медальонов, расположенных на продольной оси ковра. Типичные цвета: синий, синий и матовый красный. Старые ковры полностью изготовлены из шерсти, но более современные примеры содержат груды грубой шерсти, завязанной на хлопчатобумажных тканях. Поскольку регион, на территории которого производят Гянджинские ковры, находится между районами, Газаха и Карабаха, Гянджинские ковры объединяют особенности обоих регионов.»
К Гянджинской школе ковроткачества относятся композиции «Гянджа», «Древняя Гянджа», «Фахралы», «Самух», «Гедабек», «Чайлы», «Чираглы», «Шадылы» и др.

## История
Согласно источникам, шерстяные ткани, одежда и шелковые ковры, которые производились в Гяндже в средние века, особенно в X—XI веках, были широко распространены и известны. В первой половине XIII века во время монгольского нашествия в Азербайджан, Гянджа выплатила захватчикам дань в виде шелка и смогла спасти город от разрушения. Гянджа, являясь одним из главных текстильных центров Кавказа на протяжении веков, также оказала серьёзное влияние на текстильные традиции соседних регионов. Гянджа, Древняя Гянджа, Фахрали, Самух, Гадабай, Чайлы, Чираглы, Шадили и другие композиции относятся к Гянджинской школе ковроткачества.

## Ковры

### Гянджа
Гянджиские ковры относятся к категории высококачественных ковров Гянджской школы ковроткачества. Гянджские ковры производились не только в самом городе, но и в Гарабахлы, Борсунлу, Шадилы, Гарадаглы, Шамкире и других ковровых станциях. Ковры, сплетенные в Гяндже, назывались «город Гянджа». Рыночная цена таких ковров была выше, чем стоимость ковров Гянджа, сплетенных в деревнях.
Гянджские ковры отличаются по своему составу, выбору цвета и стилю. Однако эти ковры имеют и отличительную особенность. На промежуточной части ковров первого рода присутствуют диагональные линии и орнаменты буты, выстроившиеся на этих линиях. Промежуточная площадь второго рода гянджских ковров украшена несколькими озёрами. Эти озера часто встречаются в поперечной и восьмиугольной форме.

### Древняя Гянджа
Древние гянджские ковры относятся к категории высококачественных ковров школы ковроткачества в Гяндже. Ковры были названы в честь древнего города Гянджа. Эти ковры производились в городе Гянджа, Шамкирском районе, расположенном в северо-западном направлении от гороа, и в окрестных поселениях Гянджи. Как правило, состав среднего поля древних гянджских ковров состоит из кустарников под названием «Гянджа-бута». Как правило, композиция середины древних гянджских ковров состоит из орнаментов буты, выстроенных в ряд, которые называются «Гянджа Бута». В некоторых случаях эти элементы выстраиваются по диагонали. На левой и правой сторонах от середины был изображен образ, который называется «лапа». У этого образа религиозное значение.

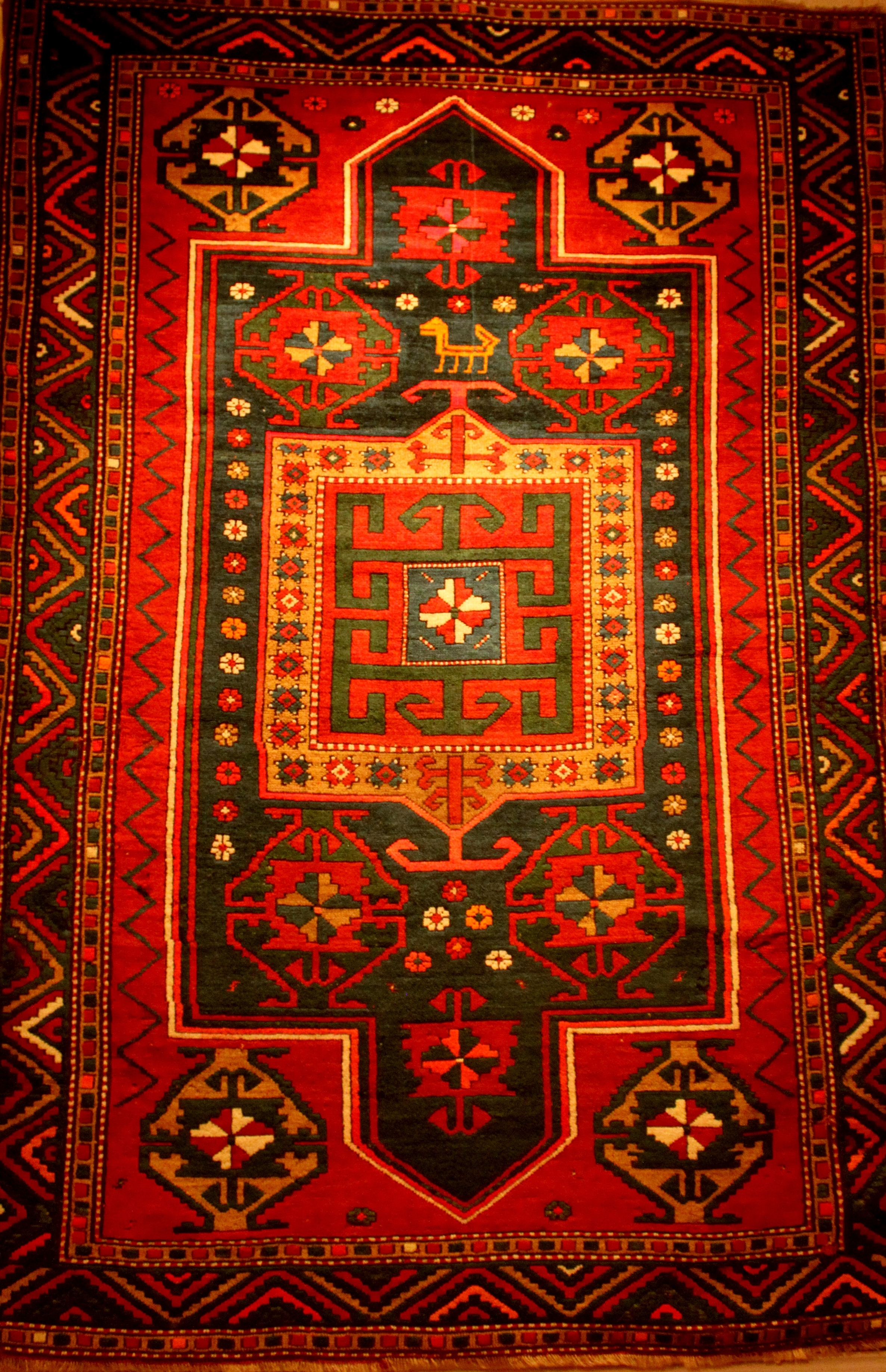
Ковер Фахралы

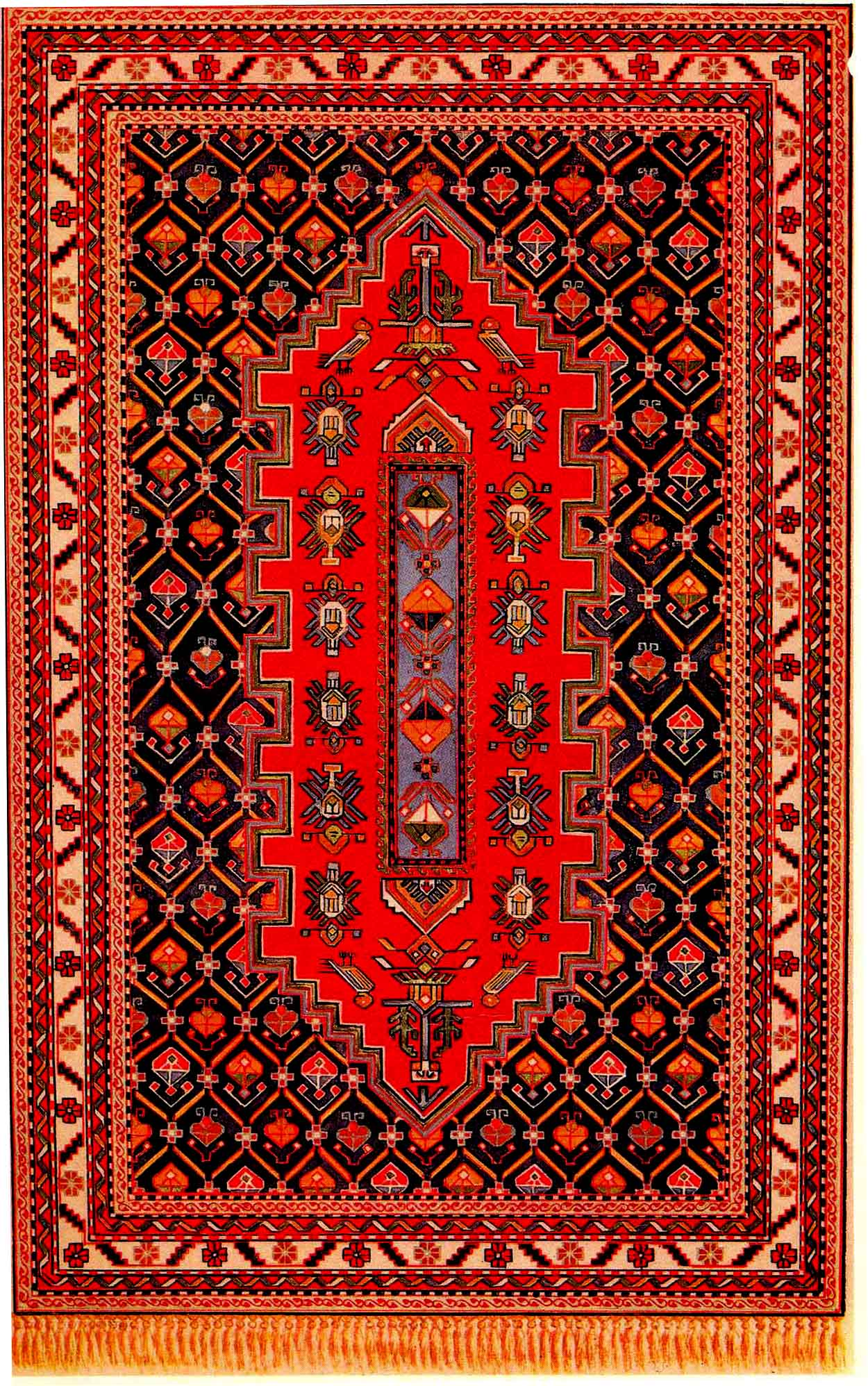
Ковер Чайлы

### Фахралы
Ковры Фахралы относятся к категории высококачественных ковров школы ковроткачества в Гяндже. Свое Название ковры получили от деревни Фахрали, в 25 км к северо-востоку от Гянджи. Затем эти ковры начали производить в близлежащих деревнях. Они производились главным образом в деревне Гараджемирли, а также в Шадилях, Багчакурде, Чайли, Борсунлу, Гарадагли, Панахлы и других деревнях. Некоторые ковроткачи называют этот ковер «Гордость Гянджи». В конце 19 века наряду с художниками Гянджи, ковры Фахрали также производились в деревнях, которые расположены на границе Грузии, Азербайджана и Армении на современной карте. Ковры Фахрали изготавливались в маленьких размерах для применения во время религиозных мероприятий и совершения намаза. Поэтому эти ковры также назывались «Чайнамаз» и «Джейнамаз» (место для совершения намаза). Алтарь, расположенный в верхней части середины, напоминает луну, расположенную в южных частях мечетей. Ковры Фахрали можно разделить на две части: сложные ковры, простые узорчатые ковры. Эти модели технически близки друг к другу. В центре простых ковров было изображено большое озеро в прямоугольной форме, в центре сложных ковров — квадратные и восьмиугольные озера.

### Гедабек
Гедабекские ковры относятся к категории средних ковров школы ковроткачества в Гяндже. Недавно центр ковроткачества также находился в деревнях «Чайкянд» и «Гелькенд» (территория нынешней Армении). Промежуточная область ковра была украшена звездообразными медальонами, расположенными вертикально. Граница «Гарагез» отделяет передний план от заднего плана и также придает ему форму.

### Чайлы
Ковры Чайлы относятся к категории средних ковров школы ковроткачества в Гяндже. Ковры были названы в честь деревни Чайлы, в 20 км к юго-востоку от города Гянджа. Некоторые ковры называют этот ковер «Гянджа-город», «Газах», «Ойсузлу», «Гараханлы». Некоторые элементы, взятые из средней части ковров Гобустана и ковров Маразы, принадлежащих Ширванской школе ковроткачества, были слегка изменены и использованы в соответствии с техническими характеристиками «Гянджских ковров».

### Чираглы
Ковры Чтраглы относятся к категории средних ковров школы ковроткачества в Гяндже. ковры Чираглы были сначала производились в 35 км к югу от города Гянджа, а теперь в селе Чираглы, расположенном в Дашкесанском районе. Через некоторое время эти ковры стали производиться во всех областях ковроткачества в Гяндже. Иногда эти ковры иногда называют «казахским ковром», "ковром Гянджи ", «ковром Фахрали», «ковром Шамхора» и другими. Причина этого в том, что ковер начали выпускать в других областях.

### Самух
Самухские ковры считаются самыми древними и самыми известными коврами. Ковры были названы в честь поселка Самух, в 35 км к северу от Гяндже. Такие ковры также производятся на ковровых станциях в северо-западной части Самуха — Кассан, Салахли, Пойлу, Газахлы и других селах. Эти ковры отличаются от других ковров Гянджинской группы. В центре промежуточной части расположено озеро квадратной формы. Внутри озера несколько длинных вертикальных полосок. Эти полосы дополняются большим волокнистым элементом, который изгибается внутрь. В верхней и нижней частях озера находятся иллюстрированные медальоны среднего размера. Эти медальоны характерны для ковров Губы и Ширвана.

### Шадылы

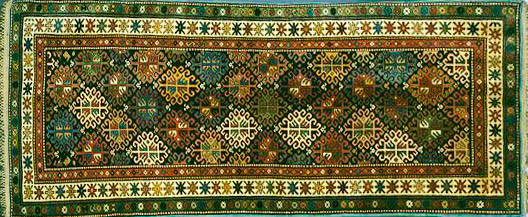
Ковёр. Древняя Гянджа

Ковры Шадылы относятся к категории средних ковров школы ковроткачества в Гяндже. Ковры Шадылы плелись в деревне Шадылы, которая находится у подножья гор Малого Кавказа, на территории нынешнего Геранбоя. Через некоторое время ковры Шадылы начинают плести в Гяндже, Шамкире, деревнях Чайлы и Гарадаглы и Газахском районе. Ковроткачи называят эти ковры «Газахские ковры» или «ковры Агстафы», а виностранной литературе и некоторых других источниках можно встретить названия «Гянджские ковры» или «Кавказские ковры». Центр ковров Шадлы состоит из трех квадратов малых размеров и выстроенных в ряд квадратных озёр.

## См.также
- Абшеронская школа ковроткачества
- Ширванская школа ковроткачества
- Кубинская школа ковроткачества